# Botvid Larsson (Anckar)
Botvid Larsson (Anckar), kallad Botvid Skrivare, död 31 december 1550, var en svensk lagman.

## Biografi
Botvid Larsson var son till Lars Botvidsson till Agnhammar i Grums socken. Han var från 14 september 1530 till 1540 fogde i Värmland och 1541 fogde på slottet Tre Kronor i Stockholm. Botvid Larsson blev 15 februari 1538 lagman i Värmlands lagsaga och var 1542 knekthövitsman emot Nils Dacke. Han var även från 1543 befallningsman på Stockholms slott. Botvid Larsson avled 1550 och begravdes 1551 i Gråbrödraklostret i Stockholm.

### Egendom
Botvid Larsson ägde Agnhammar i Grums socken. Han fick 1541 i förläning Älvdals härad, 1543 Fryksdals härad och  16 maj 1546 Nordmarks härad, vilka samtliga han behöll till sin död.
Innehade Agnhammar i Bro socken.

### Familj
Botvid Larsson var gift med Karin Kart, dotter till fogden Sven Kart över Värmland och Kerstin Torstensdotter. De fick tillsammans barnen underståthållaren Lasse Botvidsson (död 1595), Brita Botvidsdotter (död före 1609) som var gift med fogden Olof Marutizson Stake (död 1624), Torbjörn Botvidsson, Margareta Botvidsdotter som var gift med fogden Måns Knutsson Ross (af Hjelmsäter) på Örebro och Karin Botvidsdotter.